# Dorte Olesen
Dorte Marianne Olesen (født 8. januar 1948 i Hillerød) er en dansk matematiker, kommitteret og professor, dr.scient., gift med professor Gert Kjærgård Pedersen (1940-2004).

## Uddannelse
Dorte Olesen er datter af overlæge, lektor Knud Henning Olesen (1920-2007) og læge Irene Mariane Pedersen (1919-2004).
Hun blev student 1966 fra Sortedam Gymnasium og begyndte at læse medicin med det mål at blive biofysiker. Da denne uddannelse ikke blev oprettet, skiftede hun til matematikfaget, som hun valgte som hovedfag med fysik som bifag.
Olesen er uddannet cand.scient. i matematik fra Københavns Universitet 1973, modtog guldmedalje for sin prisopgavebesvarelse og var i studietiden på studieophold ved University of Pennsylvania i Philadelphia 1971-72. Hun blev lic.scient. fra Odense Universitet 1975 og dr.scient. fra Københavns Universitet 1981 på afhandlingen On the Connes Spectrum for C*-dynamical systems. Hun har været på gæsteforskerophold ved universitetet i Marseille 1974 og 1979 og ved University of California, Berkeley 1984-85.
Olesen blev gift 26. februar 1971 (borgerlig vielse) med senere professor Gert Kjærgård Pedersen. De var gift til hans død i 2004 og fik sammen 3 børn: Just (f. 1976), Oluf (f. 1980) og Cecilie (f. 1984).

## Karriere
Hun var kandidatstipendiat ved Odense Universitet 1973-74, sekretær i Undervisningsministeriets økonomisk-statistiske kontor 1974-76, seniorstipendiat ved Københavns Universitet 1976-79, lektor ved Københavns Universitets Matematiske Institut 1980-88 og dekan for Det naturvidenskabelige Fakultet ved universitetet 1986-88.
Olesen var professor i matematik ved Roskilde Universitetscenter 1988-92 (orlov fra 1989) og har været administrerende direktør for UNI-C, Danmarks Edb-Center for Forskning og Uddannelse fra 1989 til 2011. Hun er nu kommitteret ved Danmarks Tekniske Universitet.

## Hæder
- 1987 Tagea Brandts Rejselegat
- 1988 Lektor Marie Lønggaards Rejselegat
- 1990 Ridder af Dannebrogordenen
- 2000 Ridder af 1. grad.
- 2025 H.C. Ørsted Medaljen i bronze.[2]

Olesen har skrevet tidsskriftartikler om operatoralgebra-teori og har været redaktør af Det naturvidenskabelige Fakultets formidlingspublikationer naturligvis og naturvidenskab 1985-88. Hun har desuden været kronikør i bladet Computerworld 1991-99 og har skrevet enkelte dagbladskronikker i Berlingske Tidende og Politiken.[kilde mangler]
Hun er gengivet i et fotografi af Viggo Rivad (1992, Det Nationalhistoriske Museum på Frederiksborg Slot).

## Tillidshverv
- formand for the National Research and Education Networks Policy Committee, NREN PC og GEANT 3+ Assembly, 2012-
- formand for Data Transport Expert Panel for the Square Kilomenter Array Telescope, 2011
- medlem af bestyrelsen, Kvindelige Ledere i IT Branchen, 2010-
- medlem af EU-Kommissionens High Level Expert Group on Research and Education Networking, 2010-11
- medlem af bestyrelsen, Danmarks Farmaceutiske Universitet, 2003-04
- medlem af Forsvarets Forskningsudvalg, 1998-2008
- medlem af bestyrelsen, Politiken-Fonden, 1990-, Politiken Holding, 2003- samt for Dagbladet Politiken A/S, 1990-2003 og Politikens Forlag 1990-2000
- præsident, Selskabet for Naturlærens Udbredelse, 1988-2022
- medlem af direktionen, Selskabet for Naturlærens Udbredelse 1986-2025
- medlem af bestyrelsen, Ole Rømer-medaljen, 1987-
- medlem af Præsidiet for Eksperimentarium, 1987-
- præsident, The Trans European Research and Education Networks Association, TERENA, 2003-09
- formand for bestyrelsen, Roskilde Universitetscenter, 2004-08
- medlem af Forskningsforums programkomite for IT-forskning, 2003-04
- medlem af Norges Forskningsråds styregruppe for tungregningsprojektet NOTUR, 2000-04
- medlem af bestyrelsen, Fagpension A/S, 1994-2002
- medlem af bestyrelsen, Danmarks Lærerhøjskole, 1992-2000
- medlem af foreningen Zonta International, 1990-, herunder formand for klubben København I, 2000-02, og igen bestyrelsesmedlem 2011-, formand for Zonta Danmarks PR-udvalg, 2011- og for Zonta Danmarks Amelia Earhart og Scholarship udvalg, 2011-
- medlem af bestyrelsen, Politikens Forlag, 1990-2000
- medlem af repræsentantskabet for Folketeatret, 1991-97
- medlem af EF-Kommissionens High Performance Computing and Networking Advisory Committee, 1992-93, herunder formand for arbejdsgruppen om Networking
- formand for et af Undervisningsministeren nedsat Udvalg om Teknologi støttet Undervisning, 1992-93
- medlem af Forskningspolitisk Råd, 1989-93, næstformand, 1992-93
- medlem af Styringsgruppen for Kvindeforskning, 1989-92
- medlem af Danmarks Naturvidenskabelige Akademi, 1988-,
- medlem af Planlægningsrådet for Forskningen, 1987-89
- medlem af Det naturvidenskabelige Fakultetsråd ved Københavns Universitet, 1983-88
- medlem af matematikudvalget under Det faglige Landsudvalg for de naturvidenskabelige Uddannelser, 1982-84
- medlem af Sektorrådet for de Videregående Uddannelser, 1982
- formand for matematikstudienævnet ved Københavns Universitet, 1972-73